# Passau (huyện)
Passau là một huyện (Kreis) nằm ở đông nam bang Bayern, Đức. Huyện này bao quanh thành phố Passau từ hai phía. Các huyện giáp ranh (từ phía đông theo chiều kim đồng hồ) là: Rottal-Inn, Deggendorf, Freyung-Grafenau. Phía nam giáp Áo.

## Xã và đô thị
| Thị trấn                                                                      | Phố thị | Công xã |
| ----------------------------------------------------------------------------- | --- | --- |
| 1. Bad Griesbach im Rottal 2. Hauzenberg 3. Pocking 4. Vilshofen an der Donau | 1. Aidenbach 2. Eging am See 3. Fürstenzell 4. Hofkirchen 5. Hutthurm 6. Kößlarn 7. Obernzell 8. Ortenburg 9. Rotthalmünster 10. Ruhstorf an der Rott 11. Tittling 12. Untergriesbach 13. Wegscheid 14. Windorf | 1. Aicha vorm Wald 2. Aldersbach 3. Bad Füssing 4. Beutelsbach 5. Breitenberg 6. Büchlberg 7. Fürstenstein 8. Haarbach 9. Kirchham 10. Malching 11. Neuburg am Inn 12. Neuhaus am Inn 13. Neukirchen vorm Wald 14. Ruderting 15. Salzweg 16. Sonnen 17. Tettenweis 18. Thyrnau 19. Tiefenbach 20. Witzmannsberg |